# Cabirops lernaeodiscoides
Cabirops lernaeodiscoides is een pissebed uit de familie Cabiropidae. De wetenschappelijke naam van de soort is voor het eerst geldig gepubliceerd in 1872 door Kossmann.